# خوليو سيزار فالديفيا
خوليو سيزار فالديفيا (بالإسبانية: Julio César Valdivia)‏ هو لاعب كرة قدم مكسيكي في مركز حراسة المرمى، ولد في 5 يونيو 1982 في ليون في المكسيك. لعب مع كروز آزول وهيلاس فيرونا.

## وصلات خارجية
- خوليو سيزار فالديفيا على موقع إي إس بي إن إف سي (الإنجليزية)
- خوليو سيزار فالديفيا على موقع قاعدة بيانات كرة القدم.إي يو (الإنجليزية)